# The Figure in the Shadows
The Figure in the Shadows (lit. "La figura en las sombras") es una novela gótica juvenil del autor estadounidense John Bellairs publicada en 1975 con ilustraciones de Mercer Mayer. Es la primera secuela de The House with a Clock in Its Walls (1973) en la serie de aventuras de Lewis Barnavelt y su amiga Rose Rita Pottinger, la cual hace su primera aparición en The Figure in the Shadows.  La novela fue prohibida en algunas escuelas y bibliotecas en los Estados Unidos durante los años 1990 por su uso de blasfemia y alusiones al surrealismo.  Fue seguida en 1976 por The Letter, the Witch and the Ring ("La carta, la bruja y el anillo"), la última novela en la serie que sería completada por Bellairs antes de su muerte en 1991.

## Sinopsis
En el año 1949, Lewis Barnavelt, de once años, se decide a lucir su gorro estilo Sherlock Holmes en la avenida principal de New Zebedee, a pesar de la advertencia de su amiga Rose Rita Pottinger, cuando aparece el bravucón Woody Mingo y se lo arrebata.  Entristecido, Lewis regresa a la mansión donde vive con su tío Barnavelt y éste propone explorar el viejo baúl del difunto abuelo Barnavelt para distraerle.  En él, escondida entre sus muchos tesoros, encuentran una vieja moneda de 1859 que el abuelo le había ganado a un tal Finzer Walter tras su victoria en un juego de póquer. Lewis se excita cuando escucha la historia sobre cómo ambos creían que la moneda era mágica y traía buena suerte, pero Mrs. Zimmermann, su vecina maga también presente, le asegura que se trata de una moneda común. Sin embargo, esa misma noche, Lewis recibe una misteriosa carta en blanco dirigida a él que momentos más tarde revela la palabra Venio, que en latín significa "vengo," y luego desaparece sin dejar rastro.
Al día siguiente en la escuela, Lewis ve cómo Rose Rita se enfrenta a Woody en una pelea física y corre hacia su casa avergonzado de que una chica tenga que defenderle. Ese mismo día se propone hacer dieta y ejercicio para mejorarse físicamente, pero se desanima rápidamente a pesar de que su profesor de educación física, Mr. Hartwig, le pide que tenga paciencia. Lewis pone su fe en el programa de ejercicio de Charles Atlas que ve en una revista, y también en su preciada moneda que desearía con todas sus fuerzas que fuese mágica.
Buscando en la biblioteca del tío Jonathan, Lewis y Rose Rita encuentran un libro escrito por Mrs. Zimmermann que explica cómo detectar poderes ocultos en objetos aparentemente ordinarios. Lewis aplica este método a su moneda, la cual responde afirmativamente en el interior de su mano; Lewis decide ocultarle la verdad a su amiga y le asegura que la moneda es una pieza ordinaria. En la escuela, las provocaciones de Woody son cada vez más persistentes y Lewis empieza a planear maneras de vengarse. En un partido de fútbol americano, cansado de las burlas de Woody, Lewis se enfrenta a él físicamente y le vence con una fuerza exterior a la suya.
Lewis tiene una visión en la que un ser misterioso y oculto bajo un manto se acerca lentamente a New Zebedee, y poco después encuentra un segundo trozo de papel con Venio escrito. Lewis intenta convercerse de que se trata de una fatal coincidencia hasta que una noche se encuentra a una figura oculta en las sombras con un fuerte olor a ceniza mojada.  Lewis concluye que todo se relaciona al amuleto colgado de su cuello, pero cuando intenta desprenderse de él, descubre que es incapaz debido a que una fuerza exterior se lo impide. Decide contarle sus sospechas a Rose Rita y de mala gana le entrega la moneda para que se deshaga de ella.  Rose Rita se propone arrojarla por la alcantarilla mientras Lewis duerme, pero finalmente decide guardarla.
Sin su amuleto, Lewis atribuye todas sus desgracias a la pérdida de su moneda y culpa a Rose Rita. Sospecha que en lugar de arrojarla la tenga guardada y se decide a recuperarla. Mientras Rose Rita es atendida en el oculista, Lewis le arrabata la llave de su cómoda y encuentra ahí su moneda. En el camino de vuelta, se vuelve a topar con la figura misteriosa y una fuerza extraña le incita a seguirla. Cuando  Rose Rita descubre la desaparición de su llave no tarda en comprender que Lewis pueda encontrarse en un grave peligro y acude a Jonathan.
Cuando Rose Rita les cuenta la historia, Mrs. Zimmermann y Jonathan creen tener una idea de a dónde deben ir. En el coche de Jonathan se dirigen al campo en las afueras de New Zebedee. La nieve cae pesada y les impide el paso por lo que continúan a pie hasta ser socorridos por Jute Feasel y su quitanieves. Cuando llegan a la vieja granja Moss, ven en la distancia al espíritu misterioso incitando a Lewis a entrar en un pozo abierto. Mrs. Zimmermann avanza hacia al espíritu pero es más fuerte que ella y es derrotada. Le pide a Rose Rita que sugete un pequeño talismán y que salve a Lewis. Rose Rita no sabe qué hacer; opta por arrebatarle la moneda del cuello a Lewis y la arroja dentro del pozo, lo que hace que el espíritu se desvanezca.
Unos días más tarde, los cuatro se reúnen junto a la chimenea y Mrs. Zimmermann les cuenta la historia sobre cómo supo dónde buscar a Lewis por la descripción del olor a ceniza mojada del espíritu. Les cuenta cómo Finzer Walter había noqueado a Eliphaz Moss (el propietario de la granja), luego de sorprenderle practicando brujería sobre una moneda, y había prendido fuego a la granja con Eliphaz dentro. Eliphaz había despertado cubierto en llamas y se había lanzado en el interior del pozo y ahogado. Mrs. Zimmermann explica que Finzer nunca había podido descubrir el secreto de la moneda y por eso se la había entregado de mala gana al abuelo Barnavelt. Sin querer, Lewis había convocado al espíritu maligno de Eliphaz y cedido control sobre sí mismo. Sin embargo, el poder purificador del agua había puesto fin a ese poder cuando Rose Rita lo había arrojado al pozo.